# Jüdischer National-Kalender für die Tschechoslowakei
Der Jüdische National-Kalender für die Tschechoslowakei war ein deutschsprachiger Volkskalender, der 1923 in Prag in der Ersten Tschechoslowakischen Republik erschienen ist. Der von Emil Waldstein herausgegebene Volkskalender enthält neben dem kalendarischen Teil literarische und essayistische Texte zum Leben jüdischer Gemeinden in der Tschechoslowakei, als auch statistische und demographische Informationen. Zu den Beiträgern gehören u. a. Max Brod, Rudolf Fuchs, Oskar Baum und Otto Pick. Ebenso wie andere zeitgenössische jüdische Almanache und Volkskalender wie etwa der Jüdische Kalender für die čechoslowakische Republik bemühte sich auch dieser im Sinne der „jüdisch-nationalen Bewegung“ um eine Stärkung des Gemeinschaftsgefühls der heterogenen jüdischen Gemeinden im neuentstandenen Nationalstaat. Ein Schwerpunkt lag überdies auf Artikeln zur Unterstützung der zionistischen Bewegung und zur Ansiedlung tschechoslowakischer Juden in Palästina.